# Švicarski nogometni savez
Švicarski nogometni savez (njemački: Schweizerischer Fussballverband, francuski: Association suisse de football, talijanski: Associazione Svizzera di Football) je najviše nogometno tijelo u Švicarskoj. Sjedište nogometnog saveza je u Bernu.
Švicarski nogometni savez je osnovan 1895. godine. Član FIFA-e je postao 1904., a UEFA-e od 1954. godine.
Pod kontrolom Švicarskog nogometnog saveza su i nacionalne reprezentacije: muška, ženska te ostale reprezentacije u omladinskim kategorijama: muške U-21, U-19, U-17 i ženske U-19, U-17.

## Poveznice
- Švicarska nogometna reprezentacija
- Prva švicarska nogometna liga
- Švicarski nogometni kup
- Švicarski nogometni superkup

## Vanjske poveznice
- Službena stranica Švicarskog nogometnog saveza
- Švicarska na službenoj stranici FIFA-e  Arhivirana inačica izvorne stranice od 4. studenoga 2014. (Wayback Machine)
- Švicarska na službenoj stranici UEFA-e